# William Deslauriers
Pour les articles homonymes, voir Deslauriers.
Wiliam Deslauriers (né le 18 avril 1990 à Plessisville, au Québec) est un chanteur québécois. Il s'est notamment fait connaître en participant à l'émission Star Académie québécoise  en 2009.

## Record au palmarès
La chanson Recommencer tout à zéro, son premier extrait de l'album Un pied à terre, demeure en première position du palmarès de l'ADISQ durant 20 semaines consécutives, ce qui en fait la chanson francophone la plus jouée sur les radios du pays. Avec ses 20 semaines consécutives, il dépasse un record québécois de tous les temps, 16 semaines consécutives réalisé par le duo Jean-François Breau et Marie-Ève Janvier avec leur chanson Changer, tirée de la comédie musicale Don Juan en 2003

## Deuxième album
Le 22 avril 2013 William sort son deuxième album Aux quatre coins de ma tête.

## Participations
- 2011 : Participation à KARV, l'anti.gala 2011 (VRAK.TV)
- 2010 : Participation à KARV, l'anti.gala 2010 (VRAK.TV)
- 2010 : Participation au Steph show (VRAK.TV)

## Distinctions

### Récompenses
- 2010 : Prix SOCAN de la chanson populaire pour Recommencer tout à zéro[4]
- 2012 : Prix SOCAN de la chanson populaire pour Je lève mon verre[5]

### Nominations
- Prix Félix 2010 : Chanson populaire de l’année pour Recommencer tout à zéro
- Prix Félix 2011 : 
  - Album de l’année pop pour Un pied à terre
  - Album de l’année - meilleur vendeur pour Un pied à terre
  - Interprète masculin de l’année
  - Révélation de l’année